# Дарвайка
Дарва́йка — гора в Українських Карпатах, у масиві Внутрішні Горгани. Розташована в південно-східній частині хребта Пишконя, в межах Міжгірського району Закарпатської області, на північний схід від села Колочави.

## Географія

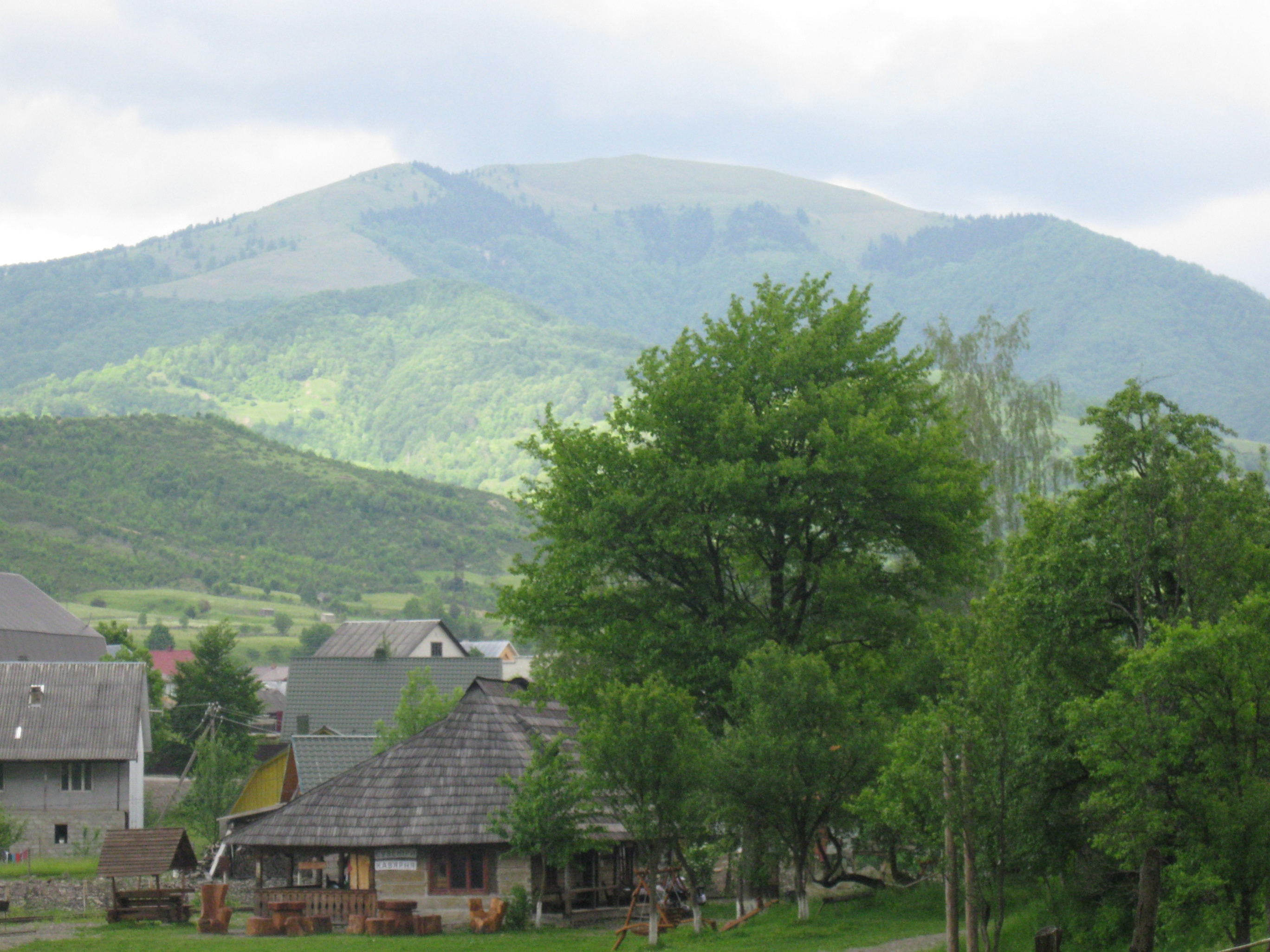
Вид з села Колочави на гору Дарвайку

Висота 1501,9 м (за іншими даними — 1506 м). Вершина незаліснена, схили стрімкі (особливо східні й західні); підніжжя гори поросле лісом. Місцями є кам'яні осипища. На північ від вершини розташована гора Ясновець (1600,2 м), на південний схід — гора Стримба (1719 м) і хребет Стримба.
Через вершину пролягає туристичний пішохідний маршрут «Вершинами Пишконі».
Найближчий населений пункт: село Колочава.